# 스타쇼 360
스타쇼 360은 MBC 에브리원을 통해 매주 월요일 오후 5시 30분(KST)에, 재방송은 오후 11시 10분에 방영되는 대한민국의 버라이어티 쇼이다. 이 프로그램의 사회자는 이특, 탁재훈, 그리고 아이오아이의 멤버 김소혜이다.

## 2016년
| 에피소드 | 방영일          | 게스트     |
| -------- | --------------- | ---------- |
| 1        | 9월 19일        | EXO        |
| 2        | 9월 26일        | 빅스       |
| 3-4      | 10월 3일 & 10일 | 아이오아이 |
| 5        | 10월 17일       | 세븐틴     |
| 6        | 10월 24일       | 씨스타     |
| 7        | 10월 31일       | 에이핑크   |
| 8        | 11월 7일        | 방탄소년단 |